# Amira tarsata
Amira tarsata är en stekelart som först beskrevs av William Harris Ashmead 1905.  Amira tarsata ingår i släktet Amira och familjen sköldlussteklar. Inga underarter finns listade i Catalogue of Life.